# Нефедовська (Афанасьєвський район)
Нефе́довська (рос. Нефедовская) — присілок у складі Афанасьєвського району Кіровської області, Росія. Входить до складу Ічетовкінського сільського поселення.
Населення становить 8 осіб (2010, 11 у 2002).
Національний склад станом на 2002 рік — росіяни 100 %.